# Bibliothèque polonaise de Paris
La Bibliothèque polonaise de Paris (Biblioteka Polska w Paryżu), créée en 1838 par des Polonais réfugiés en France à la suite de l’échec de l’insurrection de 1830-1831, est depuis le XIXe siècle un lieu symbolique majeur de la Grande Émigration polonaise et est restée depuis cette date une importante institution culturelle polonaise à l'étranger.
Elle est située quai d'Orléans sur l’île Saint-Louis, dans l'immeuble qui abrite aussi le musée Adam Mickiewicz, le musée Biegas et le salon Frédéric Chopin.
En 2013 la Bibliothèque polonaise de Paris, la Société historique et littéraire polonaise (SHLP) ainsi que le Musée Adam Mickiewicz ont été inscrits au Registre international Mémoire du monde par l'UNESCO.

## Histoire

### La Société historique et littéraire
L'insurrection du royaume de Pologne contre la domination russe, commencée le 29 novembre 1830, s'achève en septembre 1831 avec la prise de Varsovie par l'armée russe. Cette défaite amène plusieurs milliers de Polonais à choisir l'exil, en grande partie en France : c'est le début de la Grande Émigration. Tandis que les autorités portent un coup très dur aux institutions culturelles en Pologne (fermeture de l'université de Varsovie, du lycée de Varsovie, etc.), un groupe d'exilés décide très vite d'en établir dans l'émigration : dès 1832 est créée la Société littéraire, présidée par le prince Adam Jerzy Czartoryski, chef du gouvernement national pendant l'insurrection. À ses côtés on trouve, par exemple, Aleksander Jełowicki, le secrétaire, Karol Kniaziewicz, Julien-Ursin Niemcewicz, Karol Sienkiewicz (oncle d'Henryk).
La Société littéraire est devenue par la suite la Société historique et littéraire polonaise, reconnue d'utilité publique par Napoléon III (décret du 10 juin 1866).
Parmi ses membres, la SHLP a compté d'éminentes personnalités françaises et polonaises telles que Hélène Carrère d'Encausse, Paul Cazin, Frédéric Chopin, Marie Curie, Władysław Czartoryski, Marie-Madeleine Gérard, Bronisław Geremek, André Gide, le marquis de La Fayette, Charles de Montalembert, Pierre Mazeaud, Adam Mickiewicz, Czesław Miłosz, Henri de Montfort, François Rosset, Andrzej Wajda,  et les frères Lubicz-Zaleski dont Casimir-Pierre puis Romain.

### La Bibliothèque

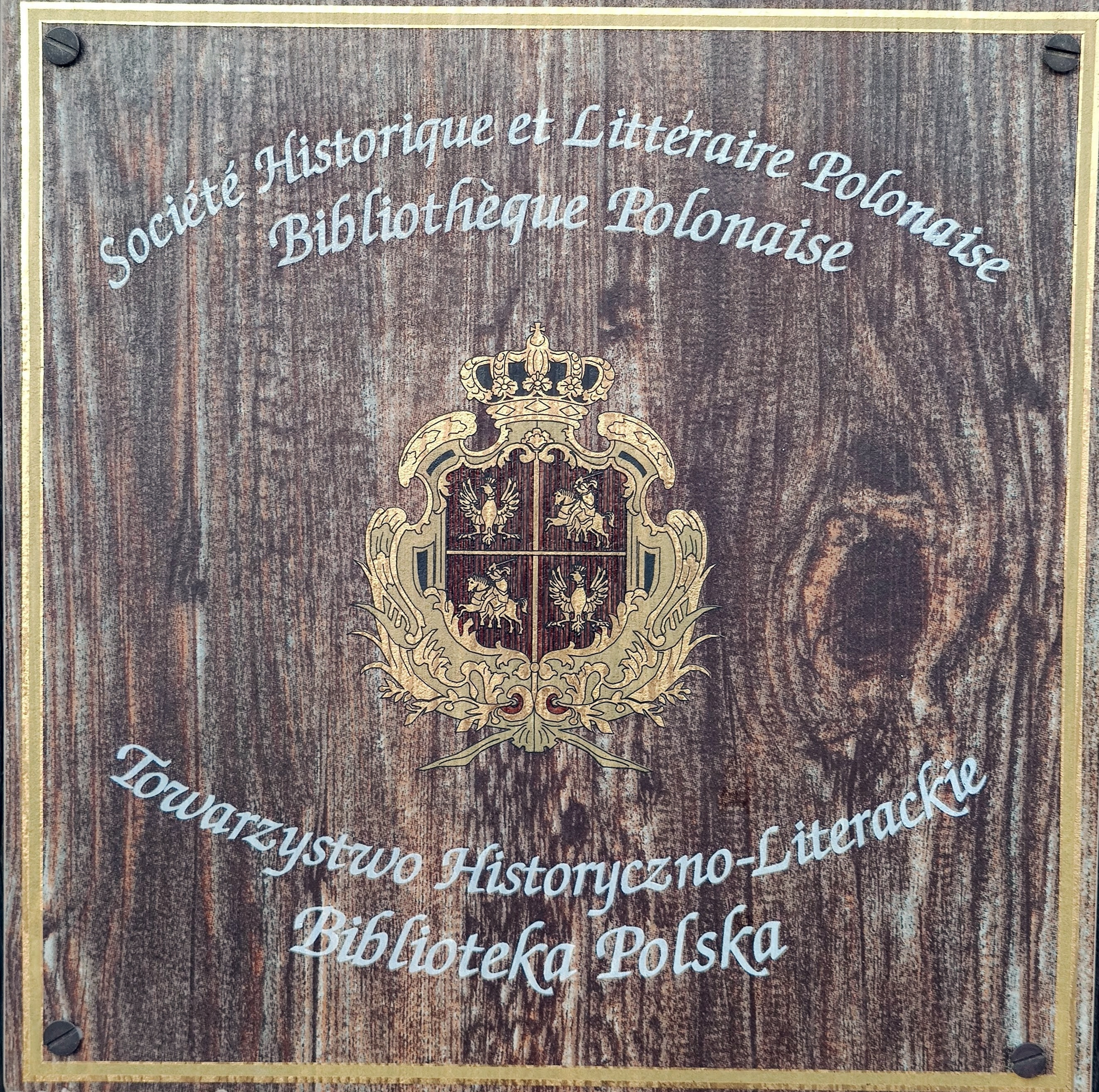

La Bibliothèque polonaise a été créée quelques années après la Société littéraire, à une époque où la nation polonaise était dépourvue d'État. C'était la plus grande institution culturelle indépendante à l'étranger.
Elle est installée depuis 1854 dans l'immeuble du XVIIe siècle qu'elle occupe actuellement. Elle abrite des ouvrages et des archives de grande valeur, environ 220 000 livres, 5 000 cartes et 7 000 tirages de dessins et gravures du XVIe siècle au XXe siècle, ainsi qu'une collection d'œuvres d’art : par exemple des sculptures de Boleslas Biegas. Elle dispose de nombreux souvenirs du XIXe siècle, notamment du poète romantique Adam Mickiewicz, regroupés dans le musée qui lui est consacré, créé en 1903 par son fils Ladislas Mickiewicz. Une collection importante y est consacrée au compositeur Frédéric Chopin. Sa collection comprend aussi de nombreux fonds d'archives, entre autres les archives d'Antoni Nowak-Przygodzki et celles de l'Association Solidarité France Pologne.
De 1893 à 1939, la bibliothèque a été administrée par l'Académie des connaissances (devenue en 1919 Académie polonaise des arts et sciences) de Cracovie.

### Partenariat de gestion
Suivant les discussions entre la Société littéraire et l'Académie des arts et des sciences en Pologne durant 2004, il a été formellement convenu que les deux institutions établissent un partenariat de responsabilité et de gestion de la BPP.
Entièrement rénovée et modernisée au début du XXIe siècle, elle accueille les personnes désireuses d'approfondir leurs connaissances des relations franco-polonaises et de l’histoire de la Pologne, soit dans la salle des chercheurs, réservée aux universitaires, soit dans la salle de lecture, ouverte à tous.